# Цветков, Филипп Федотович
Филипп Федотович Цветков (род. в деревне Патиоротый Олонецкой губернии) — русский военнослужащий, служивший в 198-м пехотном Александро-Неского полку. Фельдфебель Русской императорской армии, участник Первой мировой войны. Полный кавалер Георгиевского креста.

## Биография
Филипп Федотович Цветков родился деревне Патиоротый Шапшинской волости (Олонецкая губерния).
Принимал участие в боях Первой мировой войны, служил в 10-й роте 198-го пехотного Александро-Неского полка. Во время боёв близ деревни Коржень, в период с 30 октября по 4 ноября 1914 года, старший унтер-офицер Филипп Цветков «подавая пример личным мужеством и храбростью, ободрял товарищей, проявил в трудные минуты исключительную распорядительность, чем восстановил порядок в роте, как своей, так и соседних», за что был удостоен Георгиевского креста 4-й степени.
Продолжая служить в том же звании, и в том же полку, Цветков на основании пунктов 2 и 4 статьи 67 Георгиевского статута, с формулировкой «за выдающиеся подвиги храбрости и самоотвержения против неприятеля в боях» был удостоен Георгиевского креста III степени, а на основании пункта 7 той же статьи Статута, с той же формулировкой был удостоен Георгиевского креста II степени
Приказом по 18-му армейскому корпусу № 522, на основании 1-го и 5-го пунктов 67-й статьи Георгиевского статута, «за отличие в боях 1916 г.» фельдфебель Филипп Федотович Цветков был удостоен Георгиевского креста I степени, став полным кавалером этой награды. Крест был вручён 20 ноября 1916 года великим князем Георгием Михайловичем от имени императора Всероссийского Николая II.

## Награды
Филип Федотович был удостоен четырёх Георгиевских крестов — I (№ 20883; Приказ по 18-му армейскому корпусу № 522 от 1916), II (№ 41250), III (№ 18075) и IV (105520) степеней, а также Георгиевской медали IV степени (№ 190581).

## Комментарии
1. ↑  п. 2. ст. 67 Георгиевского статута: Кто, командуя взводом или другою частью, или за выбытием их строя всех офицеров, приняв команду, вытеснит неприятеля из окопа, засеки или какого-либо укрепленного места.
2. ↑  п. 4. ст. 67 Георгиевского статута: Кто, при взятии занятого неприятелем укрепленного места, примером отличной храбрости ободрит своих товарищей и увлечет их за собою.
3. ↑  п. 7. ст. 67 Георгиевского статута: Кто, командуя взводом и находясь на передовом пункте или в отдельной заставе, удержит этот пункт и отобьет противника силою не менее роты.
4. ↑  п. 1. ст. 67 Георгиевского статута: Кто, при штурме укрепленного неприятельского места, первый взойдет в оное.
5. ↑  п. 5. ст. 67 Георгиевского статута: Кто при штыковой схватке личным мужеством и храбростью будет содействовать успеху атаки или контр-атаки.